# Jules Isaac
Jules Isaac (ur. 18 listopada 1877, zm. 6 września 1963) – francuski historyk pochodzenia żydowskiego, znany z działań na rzecz pojednania chrześcijańsko–żydowskiego, przyczynił się do wydania przez sobór watykański II deklaracji nostra aetate.

## Życiorys
Urodzony 18 listopada 1877 roku. W 1902 roku ukończył studia w zakresie historii i geografii. Zaangażował się w obronę Dreyfusa. W 1936 roku został naczelnym inspektorem oświaty na szczeblu średnim i wyższym, ale odsunięto go od stanowisk w 1940 roku, gdy wprowadzono rasistowskie prawodawstwo. W 1942 roku zainteresował się problematyką chrześcijańskiego antysemityzmu. W październiku 1943 roku gestapo aresztowało jego, jego córkę, zięcia, żonę i jednego z synów. On sam i syn zbiegli z transportu.
W 1960 roku otrzymał audiencję u papieża Jana XXIII. Zaproponował papieżowi powołanie podkomisji do opracowania zmian w nauczaniu chrześcijańskim ws. Żydów, która spotkała się z życzliwym przyjęciem papieża.
Zmarł 6 września 1963 roku.